# Sarahrūd
Sarahrūd (persiska: سارارود, سرهرود) är en ort i Iran.   Den ligger i provinsen Markazi, i den centrala delen av landet, 180 km sydväst om huvudstaden Teheran. Sarahrūd ligger 2 020 meter över havet och antalet invånare är 286.
Terrängen runt Sarahrūd är kuperad åt nordost, men åt sydväst är den platt.Runt Sarahrūd är det ganska glesbefolkat, med 21 invånare per kvadratkilometer. Närmaste större samhälle är Dastjerd, 14,9 km nordost om Sarahrūd. Trakten runt Sarahrūd består i huvudsak av gräsmarker.